# Porta della Mandria
La Porta della mandria è una porta di epoca romana nelle mura di Fano che a partire dal 220 a.C. consentiva di uscire da Fano e dirigersi verso Pesaro.

## Storia

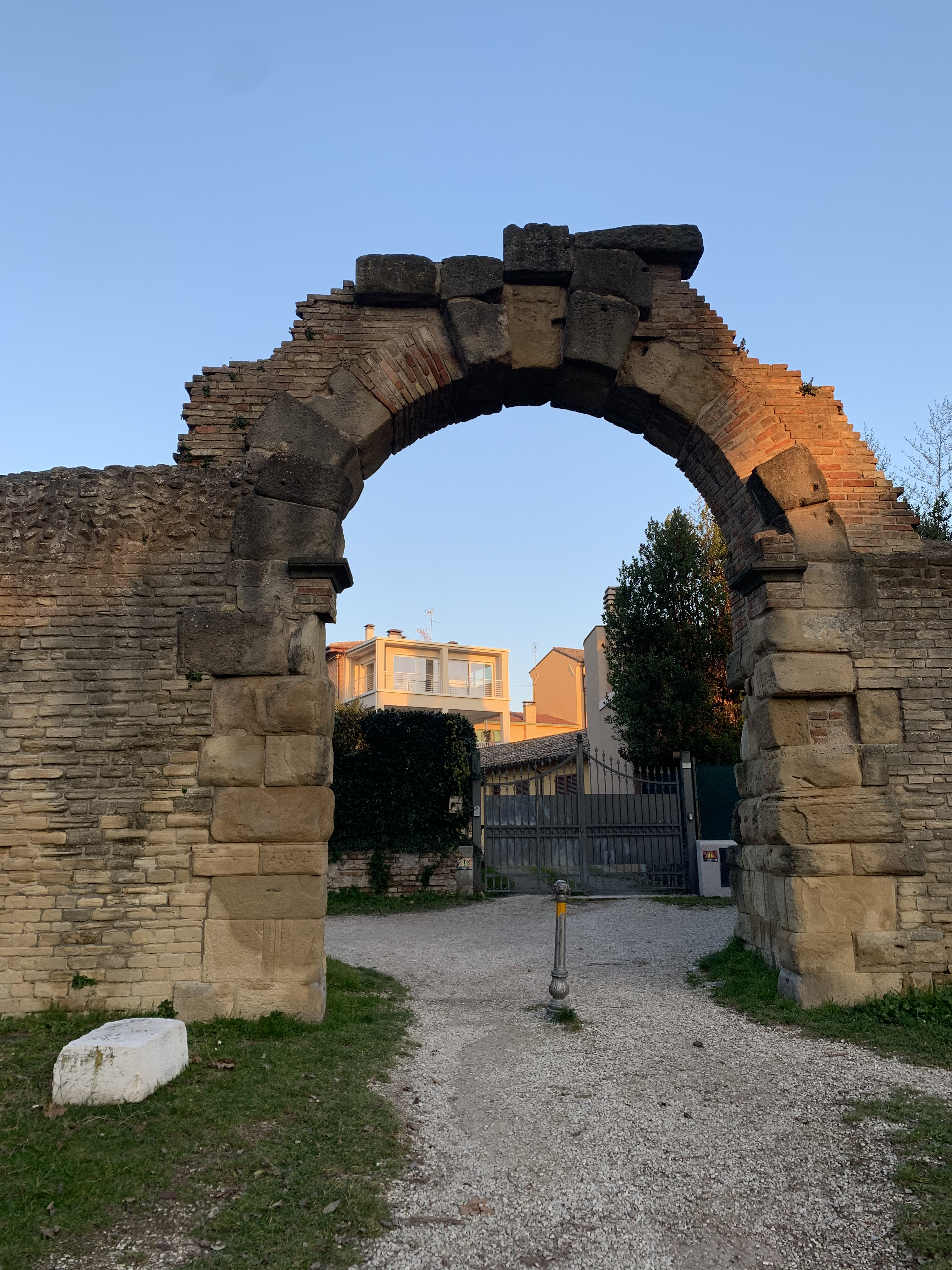

Scampata, anche se soltanto in parte, agli abbattimenti antichi e poi a quelli recenti ancor più devastanti, la porta si apre a metà di un interturrio nel tratto di mura detto “della Mandria” dalle quali prende il nome, dietro al Monumento ai Caduti (monumento onorario eretto nel 1931; il monumento in sé e la statua collocata al di sopra sono in pietra mentre le figure situate lateralmente sono in bronzo). La sua denominazione di "Porta della Mandria" deriva inoltre dall'abitudine di epoca medioevale di portare in questa zona delle mura le mandrie al pascolo. Inoltre la porta garantiva il passaggio di carri commerciali; a testimonianza di questo fatto si può notare il segno sulle pietre dell'arcata del continuo striscio dei mozzi metallici delle ruote dei mezzi, nello svoltare per il centro cittadino. Questa porta faceva parte, assieme ad altre, alla lunga cinta muraria lunga 1760 metri, inanellata lungo il perimetro anche da 28 torrioni.
Dimenticata insieme con la restante cortina muraria, è ritornata alla luce nel 1925 durante uno dei tentativi, per fortuna scongiurati, di demolizione delle mura.

## Architettura

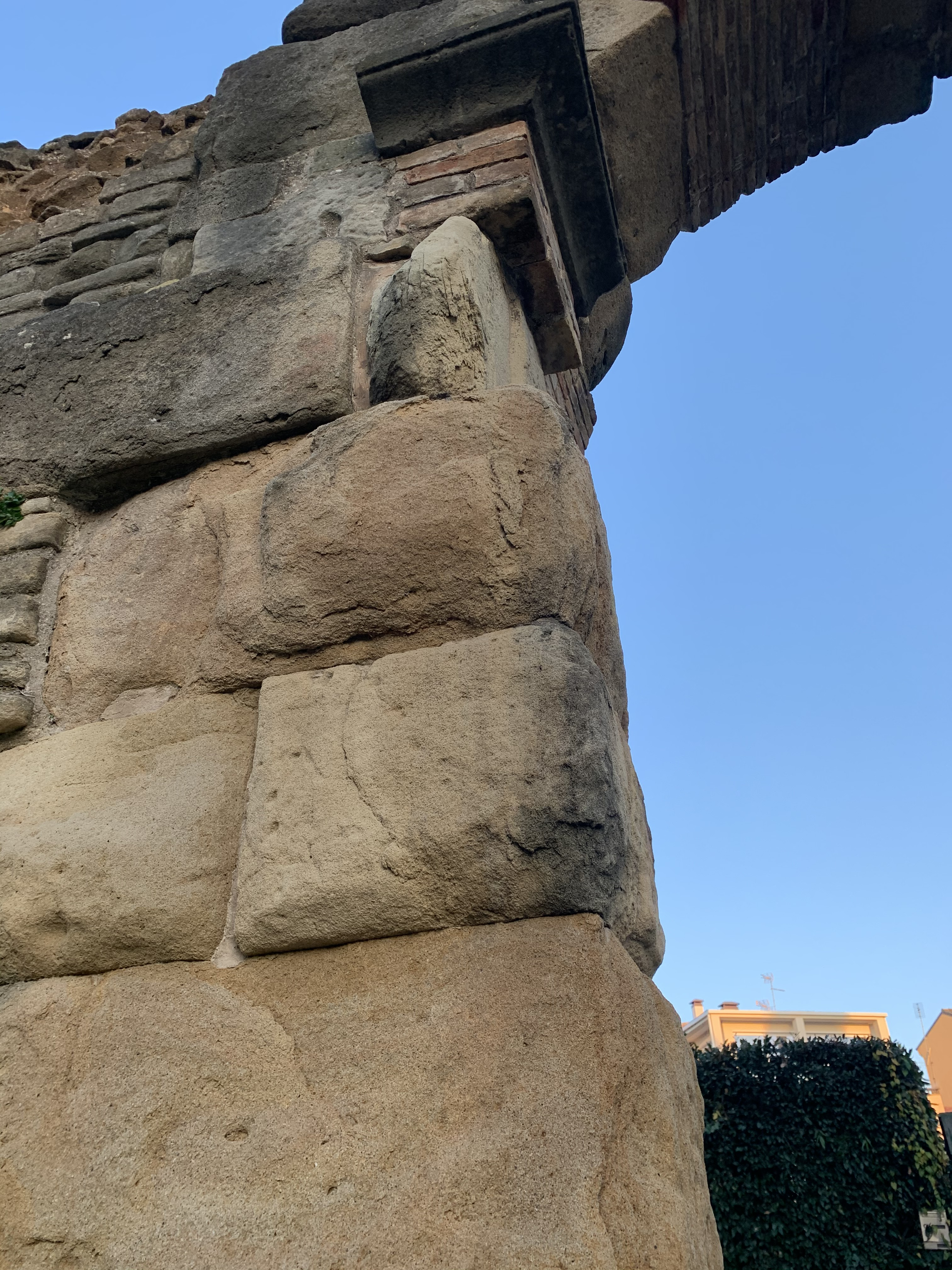

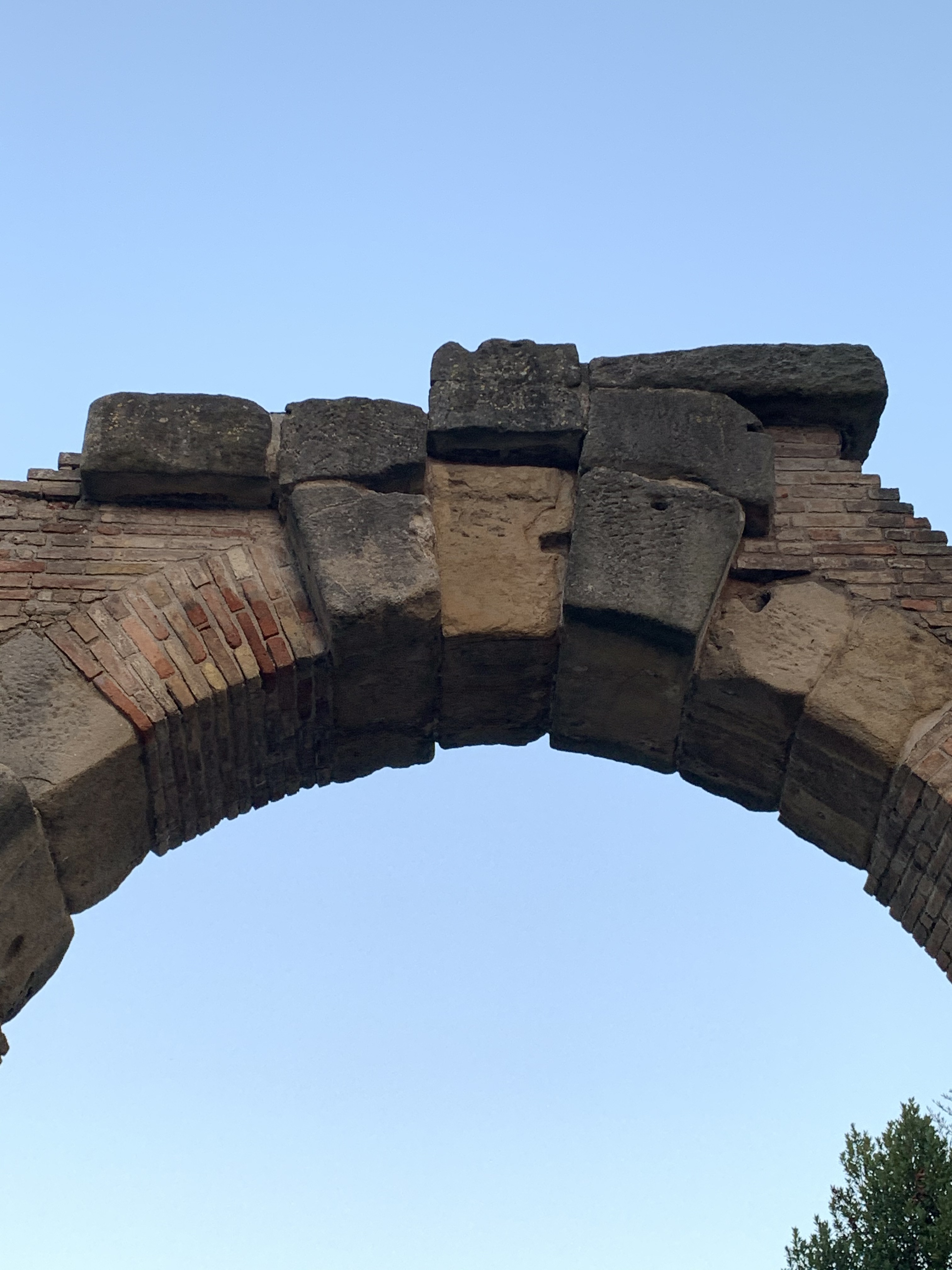

A ben guardare è l'unico tratto di mura urbiche veramente regolare in ogni sua parte rispetto agli altri settori della recinzione, cosa che depone a favore di una sua primaria costruzione. La porta è posta esattamente centrata e in asse con la strada che vi giungeva. Tutto il settore compresi i 4 torrioni alle estremità misura 167 metri pari a circa 565 piedi romani. Integra fino circa all'imposta dell'arco, realizzata in blocchi parallelepipedi di arenaria gialla locale secondo la tecnica dell'opus quadratum (tecnica di costruzione della roma antica, che consiste nella sovrapposizione di blocchi squadrati in forma parallelepipeda e di altezza uniforme, che vengono messi in opera in filari omogenei con piani di appoggio continui), inoltre è nella parte superiore frutto di accurato restauro realizzato recuperando i massi superstiti, ricollocati, con le dovute integrazioni a mattoni, nella posizione originaria. Risulta che la porta romana è stata costruita secondo un preciso progetto basato sulla disposizione simmetrica delle varie componenti. Essa è larga verso l'esterno esattamente 5,35 m (12 piedi) e nella parte interna 4,15 m (14 piedi), la profondità è di 2,67 m (9 piedi) e l'altezza del passaggio fino all'imposta dell'arco è di 3,56 m (12 piedi), e in totale è di 5,35 m (18 piedi). Tenuto conto che l'altezza del muro compresa la merlatura non doveva superare i 13 metri, la porta nel suo insieme era più che proporzionata al muro nel quale era inserita con questa modesta altezza; la porta della Mandria non può competere in magnificenza con la contemporanea porta d'Augusto, ma l'erosione di uno dei due pilastri laterali, dovuta al passaggio dei carri, è spia di una frequenza assidua della strada che passava sotto di essa.